# Enyo heinrichi
Enyo heinrichi är en fjärilsart som beskrevs av Clark 1932. Enyo heinrichi ingår i släktet Enyo och familjen svärmare. Inga underarter finns listade i Catalogue of Life.